# Rogatec (plaats)
Rogatec is een plaats in Slovenië en maakt deel uit van de gemeente Rogatec in de NUTS-3-regio Savinjska. De plaats telde 1.554 inwoners op 1 januari 2020.